# جوسيف فيلدر
جوسيف فيلدر هو صحفي وسياسي ألماني، ولد في 24 أغسطس 1900 في آوغسبورغ في ألمانيا، وتوفي في 28 أكتوبر 2000. نشط حزبياً في الحزب الديمقراطي الاجتماعي الألماني. وقد انتخب عضو في الرايخستاغ في  جمهورية فايمار ‏ وانتخب عضو في البوندستاغ الألماني خلال فترته النيابية ‏ (15 أكتوبر 1957 – 15 أكتوبر 1961).

## وصلات خارجية
- جوسيف فيلدر على موقع مونزينجر (الألمانية)

ناجون من معسكر اعتقال داخاو